# وه چه بی‌رنگ و بی‌نشان که منم
«وه چه بی‌رنگ و بی‌نشان که منم» غزلی مشهور از مولانا است که در غزلیات شمس آمده‌است.

## درون‌مایه
مولانا در این غزل با استفاده از متناقض‌نما به شرح احوال خود می‌پردازد. او بی‌رنگ و بی‌نشان است و خود را چنان‌که هست نمی‌بیند. ساکن است و روان، نه در این جهان است و نه در آن جهان. در میانی قرار دارد که در آن، میان نیست و نه به سود فکر می‌کند، نه به زیان.

## بازآفرینی
احمد شاملو این غزل را در آلبوم غزلیات مولوی دکلمه کرده‌است. این غزل یکی از قطعات سفر به دیگر سو با صدای شهرام ناظری است.